# Reutilización

Símbolo del reciclaje que simboliza la regla de las tres erres

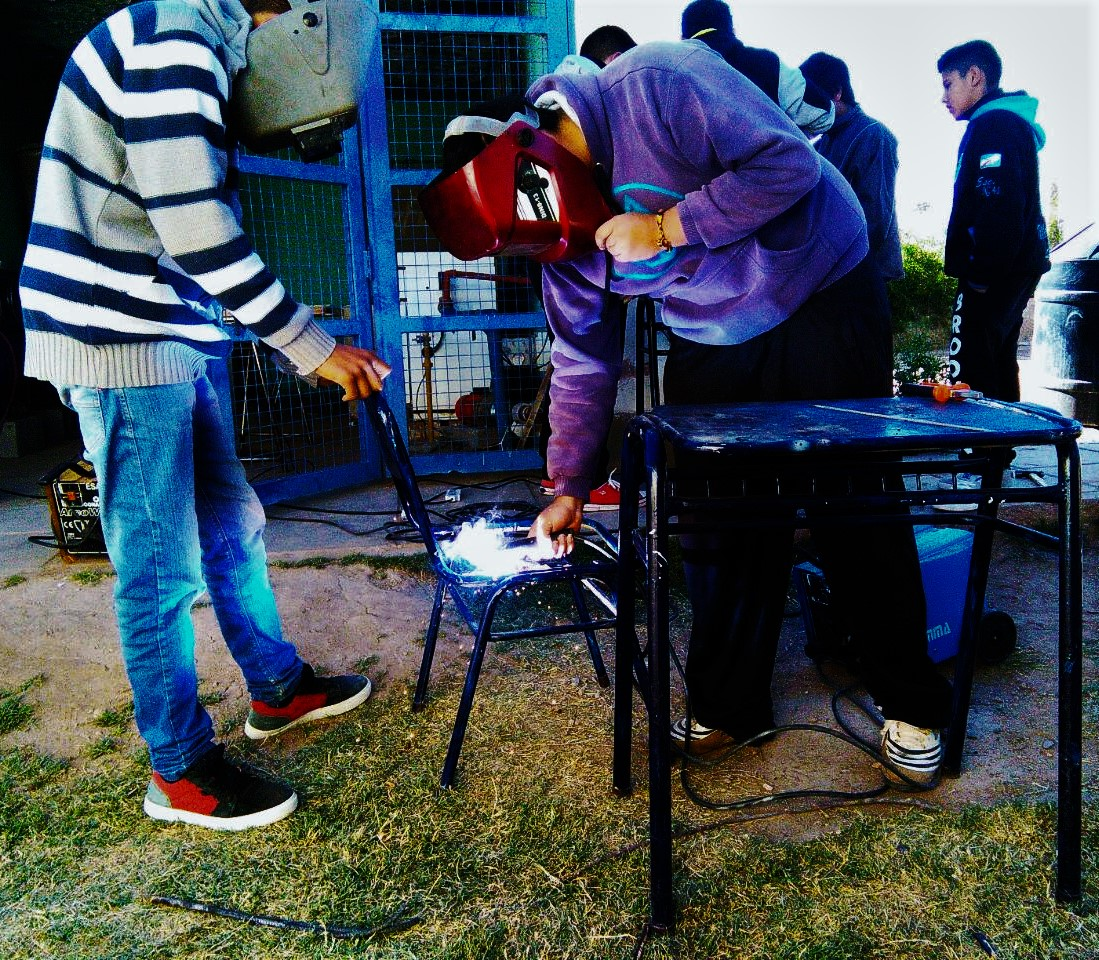
Alumnos restaurando mobiliaria escolar. En el marco de la propuestas pedagógicas alternativas En el colegio secundario agrotécnico. Departamento General Lamadrid Provincia de La Rioja.

Reutilizar es la acción que permite volver a utilizar los bienes o productos desechados, denominados residuo (p. ej. residuos sólidos urbanos), y darles un uso igual o diferente a aquel para el que fueron concebidos.
Este proceso hace que cuantos más objetos volvamos a reutilizar menos basura produciremos y menos recursos tendremos que gastar. La reutilización ocupa el segundo puesto en la jerarquía de residuos, después de la prevención y por encima del reciclaje.

## Objetivos
ConcientizarLograr que las personas desarrollen y/o fortalezcan la conciencia sobre la necesidad de proteger el medio ambiente, que tomen consecuencia de las propias decisiones y acciones cotidianas y profundizando en el conocimiento de la realidad.
ReducirSería volver a su estado anterior, así como disminuir, reducir o aminorar la cantidad de residuos producidos por una persona o la sociedad. La minimización de residuos implica esfuerzo personal y social.
ColaborarLograr que la sociedad en su conjunto se haga más consciente de sus residuos, minimicen su generación cambiando sus hábitos de consumo, rechazando aquellos envases que les resultan inútiles, recuperando materiales y ayudando al reciclaje. La comunidad debe separar una o varias de distintas fracciones de residuos que generan en el mismo lugar de producción (domicilios, escuelas, industrias, etc.) evitando que se conviertan en basura. El municipio por su parte debe garantizar la existencia de los sitios adecuados.
ReciclarEs más fácil de lo que parece generar ideas para reciclar
1. Envases de plástico: contenedor amarillo.
2. Papel y cartón: contenedor azul.
3. Vidrio: contenedor verde.
4. Desechos orgánicos: contenedor marrón.
5. Desechos no recuperables: contenedor gris o verde oscuro.

UtilizarEsta acción conocida también como reutilizar permite que sepan cómo volver a utilizar los bienes o productos desechados y darles un uso concebidos. Esto hace que cuanto más objetos volvamos a reutilizar menos basura produciremos y menos recursos tenemos que gastar, este ocupa el segundo puesto en la jerarquía de residuos después de la prevención y por encima del reciclaje.

## Gestión de residuos
En España está regulada la producción y gestión de los residuos procedentes de todo tipo de obras: edificación, urbanización, demolición, reforma, etc.
Tiene por objeto fomentar, por este orden, su prevención, reutilización, reciclado y otras formas de valorización, asegurando que los destinados a operaciones de eliminación reciban un tratamiento adecuado, y contribuir a un desarrollo sostenible de esta actividad. A tales efectos es preceptiva la redacción de un Plan de Gestión de Residuos Construcción-Demolición (RCD).